# Dukes County
Dukes County is een county in de Amerikaanse staat Massachusetts.
De county heeft een landoppervlakte van 269 km² en telt 14.987 inwoners (volkstelling 2000). De hoofdplaats is Edgartown.